# Westliche Neustadt (Halle)
Die Westliche Neustadt ist ein Stadtviertel des Stadtteils Neustadt im Stadtbezirk West der Stadt Halle (Saale) in Sachsen-Anhalt, Deutschland. Im Jahr 2020 hatte es 14.066 Einwohner.

## Geographie

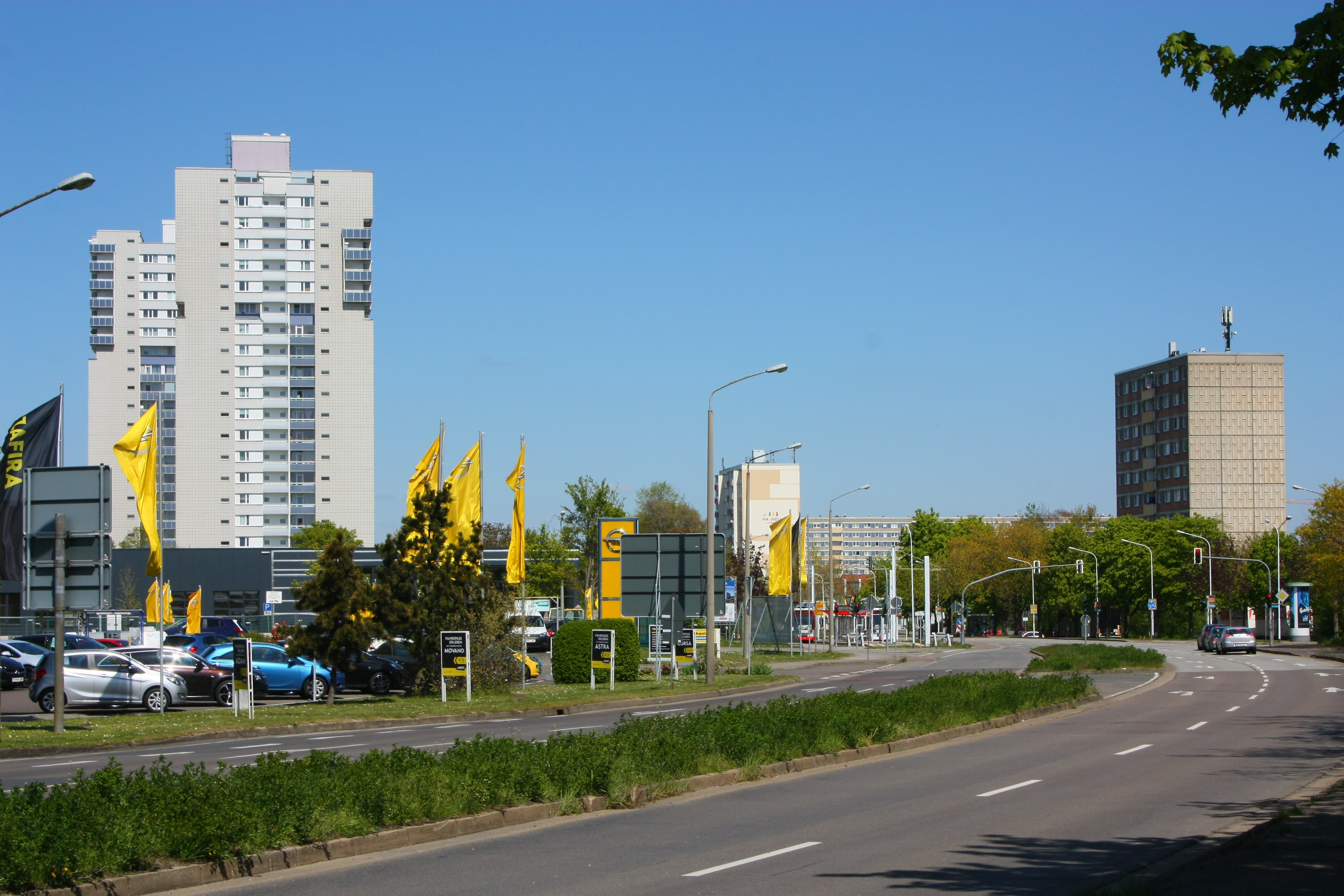
Zentrale Punkthochhäuser im Stadtteil, im Hintergrund die Straßenbahnhaltestelle Göttinger Bogen

Die Westliche Neustadt ist eines von vier Stadtvierteln, die heute den Stadtteil Neustadt bilden. Sie liegt auf einer Fläche von 2,3 km² im Südwesten des Stadtbezirkes West in der Stadt Halle (Saale) im südlichen Sachsen-Anhalt. Von der Nördlichen Neustadt trennen sie die Straßen An der Magistrale und die Nietlebener Straße im Nordosten, von der Südlichen Neustadt trennt sie die Bahnstrecke nach Nietleben. Vom dörflichen Nietleben im Norden trennt sie der Übergang der Bebauung und vom Gewerbegebiet Neustadt trennt sie die Schnellstraße der Bundesstraße 80.
In der Westlichen Neustadt befanden sich die ersten sozialistisch neu gebauten Gebäude der ehemaligen Stadt Halle-Neustadt. Diese stehen heute noch am Akener Bogen. Hauptverkehrsstraßen sind die An der Magistrale in Ost-West-Richtung, die in einem Kreisverkehr an der Eselsmühle endet. Von dort führt die Weststraße nach Süden zur B 80, die in dem Bereich seit DDR-Zeiten fast vollständig kreuzungsfrei ausgebaut war. Bis September 2021 wurde auch das letzte Teilstück kreuzungsfrei ausgebaut.

### Naherholung

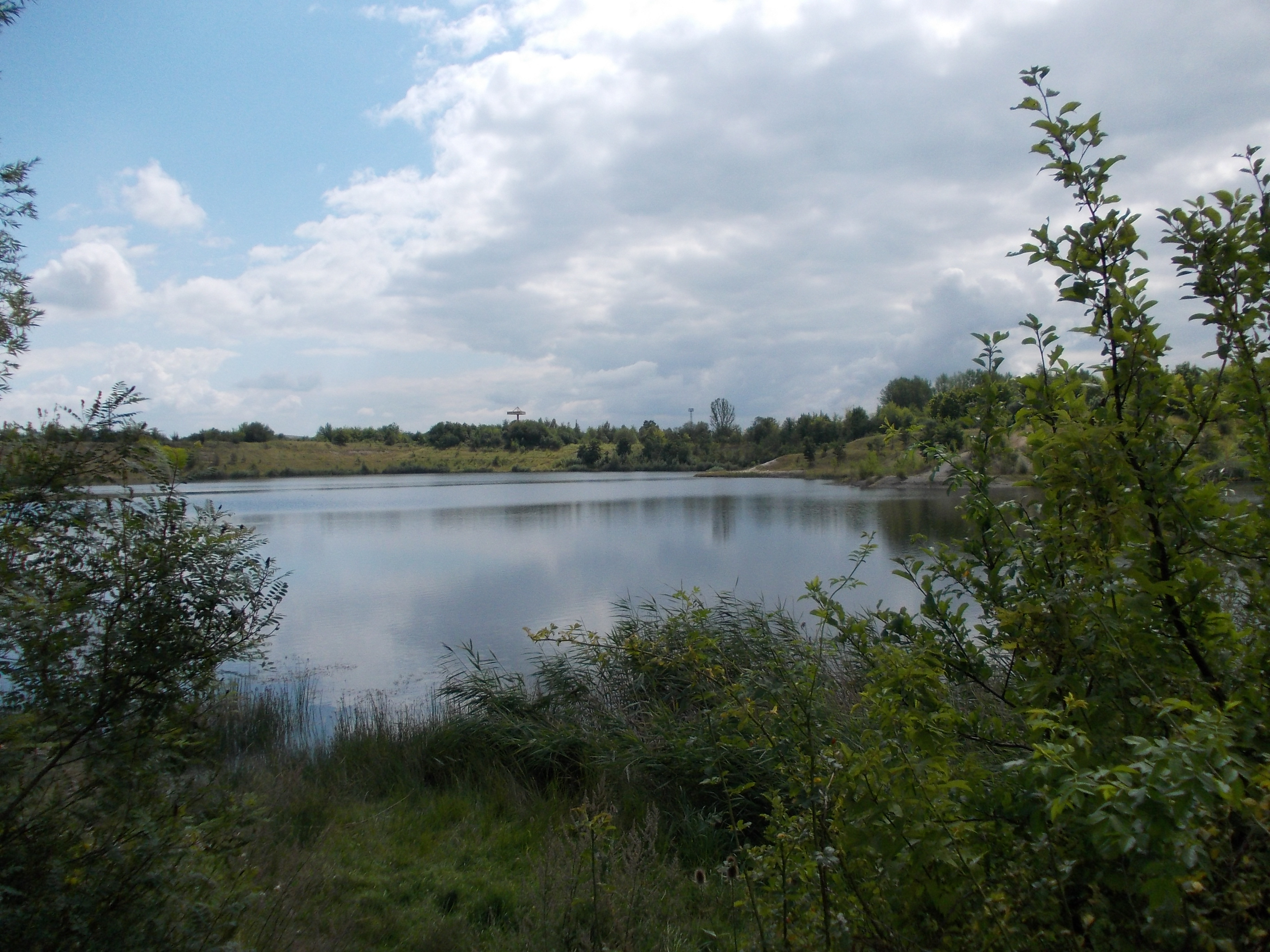
Der Steinbruchsee im Süden

Die Westliche Neustadt ist umgeben von einigen Seen. Darunter zählen der Heidesee mit Schwimmbad in Nietleben, der Bruchsee im Nordosten, der Steinbruchsee im Südwesten und die Angersdorfer Teichen im Süden. An letzteren befindet sich ebenfalls ein Freibad. Die Seen entstanden künstlich beim Abbau von Braunkohle, Ton und Muschelkalk. Im Süden befindet sich die Parkanlage des Kinderdorfes. Im Zentrum des Wohngebietes gibt es einen kleinen Park mit einem Teich. Im Osten des Stadtteils an der Magistrale steht auch eine 1967 erbaute und 1997 sanierte Schwimmhalle. Etwa einen Kilometer nördlich liegt das Waldgebiet der Dölauer Heide mit seinen steinzeitlichen Befestigungsanlagen auf der Bischofswiese. Im Westen wurde der Friedhof Neustadt auf dem Gebiet des Stadtteils angelegt.

### Stadtbild
Die Westliche Neustadt ist vorwiegend mit Plattenbauten aus der DDR-Zeit bebaut. Im Zentrum steht die Eselsmühle, in deren Umgebung stehen zwei Punkthochhäuser, die das Bild des Stadtteils prägen. Im Osten des Stadtviertels steht der langgezogene Block 10, der das größte je in der DDR gebaute Wohnhaus war.

## Geschichte
Die Westliche Neustadt wurde ab 1964 als Teil der neuen Planstadt Halle-Neustadt in der Deutschen Demokratischen Republik gebaut. Nach der Wende wurde Halle-Neustadt 1990 wieder nach Halle (Saale) eingemeindet und in vier neue Stadtviertel aufgeteilt. Die Westliche Neustadt ist eines davon.

## Infrastruktur

### Überregionale Verkehrswege
Im Westen ist das Stadtviertel an die Bundesautobahn 143 angeschlossen. Von dort kann man nach Süden zur A 38 fahren, ein Weiterbau nach Norden in Richtung A 14 ist geplant, wurde allerdings fast 30 Jahre von Umweltschutzverbänden verhindert. Seit 2019 wird das letzte Teilstück der A 143 gebaut.

### Öffentlicher Personennahverkehr
Der Stadtteil Neustadt wird durch mehrere Straßenbahnlinien der Halleschen Verkehrs-AG erschlossen, die sich aus Richtung Osten kommend in zwei Äste aufteilen. Außerdem führen einige städtische Busse durch das Gebiet des Stadtviertels. Auch Busse in den Saalekreis sowie in den Landkreis Mansfeld-Südharz halten hier. Östlich des Stadtviertels gibt es zwei Halte der S-Bahn Mitteldeutschland, mit der nach Nietleben in der einen Richtung und zum halleschen Hauptbahnhof in der anderen Richtung gefahren werden kann.

### Schulen
In der Westlichen Neustadt gibt es zwei Grundschulen, eine Sekundarschule sowie drei Förderschulen.